# هنری استیفن (شیمیدان)
هنری استیفن (به انگلیسی: Henry Stephen) OBE ,DSc. (۱۰ ژوئیه ۱۸۸۹–۶ ژوئیه ۱۹۶۵) شیمیدان انگلیسی بود که به دلیل توصیف واکنش استیفن، که روشی برای استخراج آلدهیدها (R-CHO) از نیتریل‌ها (R-CN) است، معروف شد.